# شهاب لشكري
شهاب لشكري (بالإنجليزية: SHEHAB LASHKARI) (مواليد 5 سبتمبر 2001) هو لاعب كرة قدم إماراتي ، يجيد اللعب كمهاجم.

## مسيرة اللاعب
لعب في نادي الوصل و أعير إلى النادي العربي في عام 2021.

## روابط خارجية
- شهاب لشكري على موقع قاعدة بيانات كرة القدم.إي يو (الإنجليزية)